# Darla
Darla – gewog w dystrykcie Czʽukʽa, w Bhutanie. Według danych z 2017 roku liczył 7504 mieszkańców.